# Liliane Maestrini
Liliane Maestrini (26 de octubre de 1987) es una jugadora brasileña de voleibol de playa. Obtuvo bronce en el Campeonato Mundial de Vóley Playa de 2013 y bronce en los Juegos Panamericanos de 2015.
Ganó medallas de bronce en los Campeonatos Mundiales del 2013 junto a su compañera de equipo Bárbara Seixas y en los Juegos Panamericanos del 2015 al lado Carolina Horta.
Es la Campeona Mundial U21 del 2007 y ha logrado el podio en varias ediciones del Circuito mundial de Voleibol de Playa.
A pesar de esto, nunca consiguió un lugar para los Juegos Olímpicos.

## Vida personal
En agosto del 2013, Liliane contrajo matrimonio con la también voleibolista Larissa França. Liliane y Larissa suelen jugar en ocasiones en dupla en algunos torneos como el AVPNext Gold.